# エキビョウキン
エキビョウキン（疫病菌 Phytophthora）は、原生生物界のストラメノパイル類卵菌綱フハイカビ目フハイカビ科、またはクロミスタ界卵菌門卵菌綱フハイカビ目フハイカビ科に分類される生物。学名のPhytophthoraとは、ギリシャ語で植物を意味するphytoと、破壊者を意味するphthoraから。一般に、和名の「エキビョウキン」が用いられることは少なく、漢字表記の「疫病菌」または学名の「フィトフトラ」「ファイトフトラ」「Phytophthora」と記述されることがほとんどである。
エキビョウキン属には60以上の種が報告されている。菌糸を持ち胞子で増殖するなどの特徴から菌類の一種とみなされていたが、現在は本属を含む卵菌類は菌類とは別の系統に属するものと見なされ、クロミスタ界など別の界に分類される。本属はPhytophthora infestansをタイプ種として1876年にアントン・ド・バリーにより記載された。同じフハイカビ科に属し、近縁なものにフハイカビ Pythium Pringsheim (1858)がある。
本来は水生の生物であり、湖沼や海水中に生息する完全に水生の種もある。しかし多くのものが、無性生殖には自由な水が必要であるが、菌糸体は陸上でも生育可能で、土壌中や植物体内で生息する。
多くの種は生きた植物に寄生する植物病原菌である。中でも、本属のタイプ種であり、1845年から1846年にアイルランドを中心にジャガイモ飢饉を引き起こしたジャガイモ疫病菌Phytophthora infestans (Montagne) de Baryが最も有名。それ以外にも世界中で大きな被害をもたらしている種は多い。

## 生活環および形態

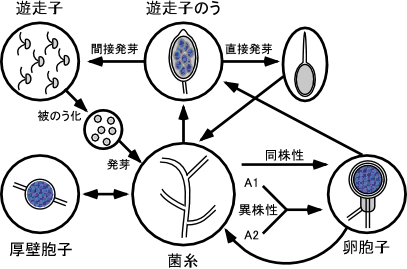
エキビョウキンの生活環

菌糸で栄養生長を行い、無性繁殖は遊走子のうおよびその内部に形成された遊走子で、有性生殖は卵胞子を形成する。

### 菌糸
菌糸体（きんしたい、mycelium）はエキビョウキンの基本体である。菌糸 (hypha) の直径は5-8µmで、透明で多核。適当な培地上や植物体上で形成された菌糸は隔壁を持たないという特徴がある。

### 厚壁胞子
菌糸の中間または先端に厚壁胞子（こうへきほうし、chlamydospore）を形成する種も多い。厚壁胞子は耐久器官であり、生存に不適な環境下での生存や長期間の生存のために形成される。形状は球形や卵形で、細胞壁の厚さは菌糸とほぼ同じく0.5µm程度。連なって形成されることもよくある。P. cinnamomiでは非常によくみられる。

### 遊走子のうと遊走子

#### 形態
遊走子のう（ゆうそうしのう、zoosporangium）は無性繁殖器官で、適当な条件の下、菌糸から伸びた遊走子のう柄上に形成される。形状は、球形、卵形、レモン形など、種によって異なる。遊走子のうの中には、遊走子（ゆうそうし、zoospore）が形成される。遊走子は長さがやや異なる2本の鞭毛を持つ。

#### 機能
無性繁殖器官からの菌糸体形成には、遊走子のうが発芽する場合（直接発芽）と、遊走子のうから放出された遊走子が被のう化した後に発芽する場合（間接発芽）とがある。間接発芽の過程は、遊走子のうから放出された遊走子が数時間泳いだ後、静止、球形になり細胞壁を形成する。その際、鞭毛は脱落する。この過程を被のう化と呼ぶ。この被のう化した遊走子が発芽する。まれに、被のう化した遊走子内での遊走子の再形成がみられる。

### 有性器官

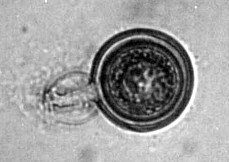
P. infestansの卵胞子

#### 形態
有性器官は、蔵精器（ぞうせいき、antheridium）と蔵卵器（ぞうらんき、oogonium）からなる。蔵卵器の内部には1個の卵胞子（らんほうし、oospore）を形成する。雄性の蔵精器と雌性の蔵卵器とが直接に接合することにより、有性生殖が行われ、遺伝的な多様化がもたらされる。蔵精器と蔵卵器の付着位置は種によって異なり、蔵卵器の直下に蔵精器が付着するタイプのものは底着性（ていちゃくせい、amphigynous）、蔵卵器の側面に蔵精器が付着するタイプのものは側着性（そくちゃくせい、paragynous）とよばれる。

#### 機能
卵胞子は菌糸など他の器官と比較して細胞壁が厚く、有性繁殖器官としての役割の他に、耐久器官や越冬器官としての役割も果たしていると考えられている。
多くの種はA1交配型とA2交配型というふたつの系統（雌雄のようなもの）の交配により、卵胞子を形成する。これを異株性（いかぶせい、heterothallic）とよぶ。ただし、いくつかの種は卵胞子形成を単独で行い、これを同株性（どうかぶせい、homothallic）とよぶ。その場合、遺伝的な交雑は行われず、卵胞子の役割は耐久器官としてのみであると考えられる。
卵胞子は発芽に適した条件になると、1-数本の発芽管を伸ばす。発芽管の先端には遊走子のうを形成する場合も多い。

## 植物病原菌

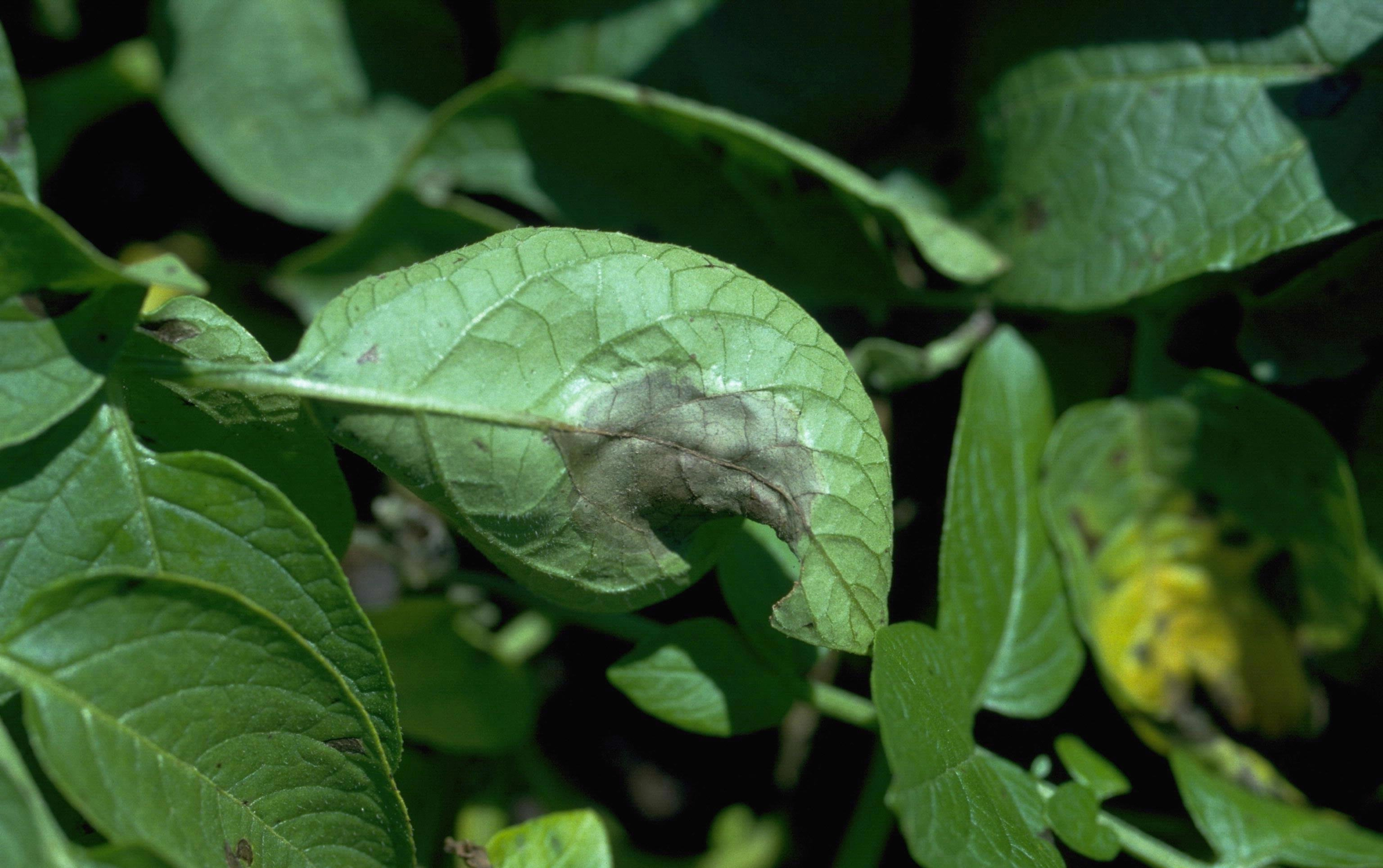
ジャガイモ疫病の病斑

エキビョウキンによる植物病害は一般に疫病と呼ばれる。晩春から秋（5 - 10月ごろ）に発病する。土中に生息するカビ菌の一種が原因で、菌が泥はねなどで植物に感染し、葉や茎に黒褐色の斑点が出てカビが広がる。寄生部位や症状は種や宿主によって大きく異なる。宿主範囲も種により異なり、P. infestansの場合、宿主はジャガイモおよびトマトのみであるが、P. cinnamomiは900種以上の宿主が知られている。経済的に非常に大きな被害をもたらし、アメリカだけでも年間数十億ドルの被害があるとされる。
病気が出やすい野菜として、トマト、ナス、キュウリ、カボチャ、スイカ、ジャガイモなどがあげられる。マルチングにより、泥はねを予防するとよいとされる。

### 防除
防除法には大別して以下のものがある。
- 化学的防除：農薬による防除
- 生物的防除：拮抗菌の利用など
- 耕種的防除：輪作、抵抗性品種の利用、など

野菜の場合、発症した株は捨てる。

## おもな種
経済的に大きな被害をもたらしている種や研究論文数の多い種を挙げる。
- Phytophthora infestans 宿主：ジャガイモ、トマト
- P. cactorum 宿主：野菜、果樹など多数
- P. capsici 宿主：ナス科植物、ウリ科植物など
- P. cinnamomi 宿主：果樹、木本類など多数
- P. citricola 宿主：果樹（ブドウ、ミカンなど）、樹木など
- P. citrophthora 宿主：ウリ科、果樹、など多数
- P. cryptogea 宿主：野菜、果樹など多数
- P. drechsleri 宿主：野菜、果樹など多数
- P. medicaginis 宿主：ムラサキウマゴヤシ、ヒヨコマメなど
- P. megasperma 宿主：野菜、果樹、イネなど
- P. nicotianae = P. parasitica 宿主：野菜、果樹など多数
- P. palmivora 宿主：果樹、木本類など非常に多数
- P. porri 宿主：ネギ類、ニンジンほか
- P. ramorum 宿主：オーク、ナラなど（Sudden oak deathの病原菌）
- P. sojae 宿主：ダイズ、ルピナス属
- P. syringae 宿主：ミカン類、バラ科果樹